# معبد یوشیدا
معبد یوشیدا (انگلیسی: Yoshida Shrine) یک معبد شینتویی است که در ساکیو، کیوتو، کیوتو، ژاپن واقع شده‌است. این معبد در سال ۸۵۹ توسط خاندان فوجیوارا ساخته شد.